# Брухаль, Пётр Мартынович
Пётр Мартынович Брухаль — советский хозяйственный, государственный и политический деятель, Герой Социалистического Труда.

## Биография
Родился в 1930 году в Винницкой области. Член КПСС.
С 1950 года — на хозяйственной, общественной и политической работе. В 1950—1986 гг. — горнорабочий очистного забоя на шахте № 30 треста «Рутченковуголь», бригадир горнорабочих очистного забоя шахты № 17—17-бис, бригадир горнорабочих очистного забоя шахты имени Скочинского комбината «Донецкуголь» Министерства угольной промышленности Украинской ССР,
Указом Президиума Верховного Совета СССР от 30 марта 1971 года присвоено звание Героя Социалистического Труда с вручением ордена Ленина и золотой медали «Серп и Молот».
Делегат XXV съезда КПСС.
Умер в Донецке в 1986 году.